# Erich Kotte

Präs. Kotte, Präsident des Landeskirchenamtes Sachsen

Erich Kotte (* 16. November 1886 in Buchenau bei Eisenach; † 24. Oktober 1961 in Dresden) war ein deutscher Jurist und Präsident des Evangelisch-Lutherischen Landeskirchenamtes Sachsen.

## Leben
Kotte besuchte bis 1907 die Fürstenschule St. Afra in Meißen. Er studierte danach Rechtswissenschaften an der Universität Leipzig. Von 1915 bis 1919 war er Soldat im Ersten Weltkrieg. 1920 begann er seine berufliche Tätigkeit im Landeskonsistorium der Evangelisch-Lutherischen Landeskirche Sachsens, wo er 1923 zum Landeskonsistorialrat, 1927 zum Geheimen Konsistorialrat aufstieg. 1933 durch den deutschchristlichen Landesbischof Friedrich Coch kurzfristig entlassen und nach der Wiedereinstellung durch Schikanen aus dem Amt gedrängt, stellte Kotte sich 1934 als juristischer Beirat und Mitglied des Landesbruderrats in den Dienst der Bekennenden Kirche in Sachsen. Seine Wiedereinsetzung als präsidialer Leiter des Landeskirchenamts 1936/37 blieb ein Intermezzo. 
Nach dem Ende der nationalsozialistischen Herrschaft übernahm Kotte im Mai 1945 die Leitung des sächsischen Landeskirchenamtes, ab 1950 mit der Amtsbezeichnung Präsident. Daneben hatte er verschiedene weitere Funktionen inne, z. B. als Mitglied der Kirchenleitung der Vereinigten Evangelisch-Lutherischen Kirche Deutschlands (VELKD) und der Synode der Evangelischen Kirche in Deutschland. Mit dem Eintritt in den Ruhestand 1957 wurde er Domherr des Kollegialstifts Wurzen und 1958 zusätzlich Vizepräsident des Verfassungs- und Verwaltungsgerichts der VELKD.
1949 wurde Kotte von der Universität Leipzig mit der theologischen Ehrendoktorwürde ausgezeichnet. 